# Luginsland (Müllheim)
Luginsland ist der Name eines 343,1 m ü. NHN hohen Hügels in den Weinbergen bei Müllheim im Markgräflerland und ist ein Aussichtspunkt.
Auf dem Gipfel befindet sich ein Aussichtsturm mit integriertem Kriegerdenkmal zum Gedenken an die Gefallenen des Ersten Weltkriegs aus dem Jäger-Regiment zu Pferde Nr. 5, u. a. an den mutmaßlich ersten gefallenen deutschen Soldaten des Ersten Weltkriegs, Albert Mayer.
Luginsland liegt östlich der Bundesstraße 3 und südlich der Südtangente. Die Aussicht reicht hier zum Rheintal im Norden und Westen und zum Schwarzwald im Osten. Nach Süden blickt man bis ins 30 km entfernte Basel.

## Wandern
Über den Luginsland führt das Markgräfler Wiiwegli, ein Fernwanderweg des Schwarzwaldvereins mit Start in Freiburg und Ziel in Weil am Rhein.

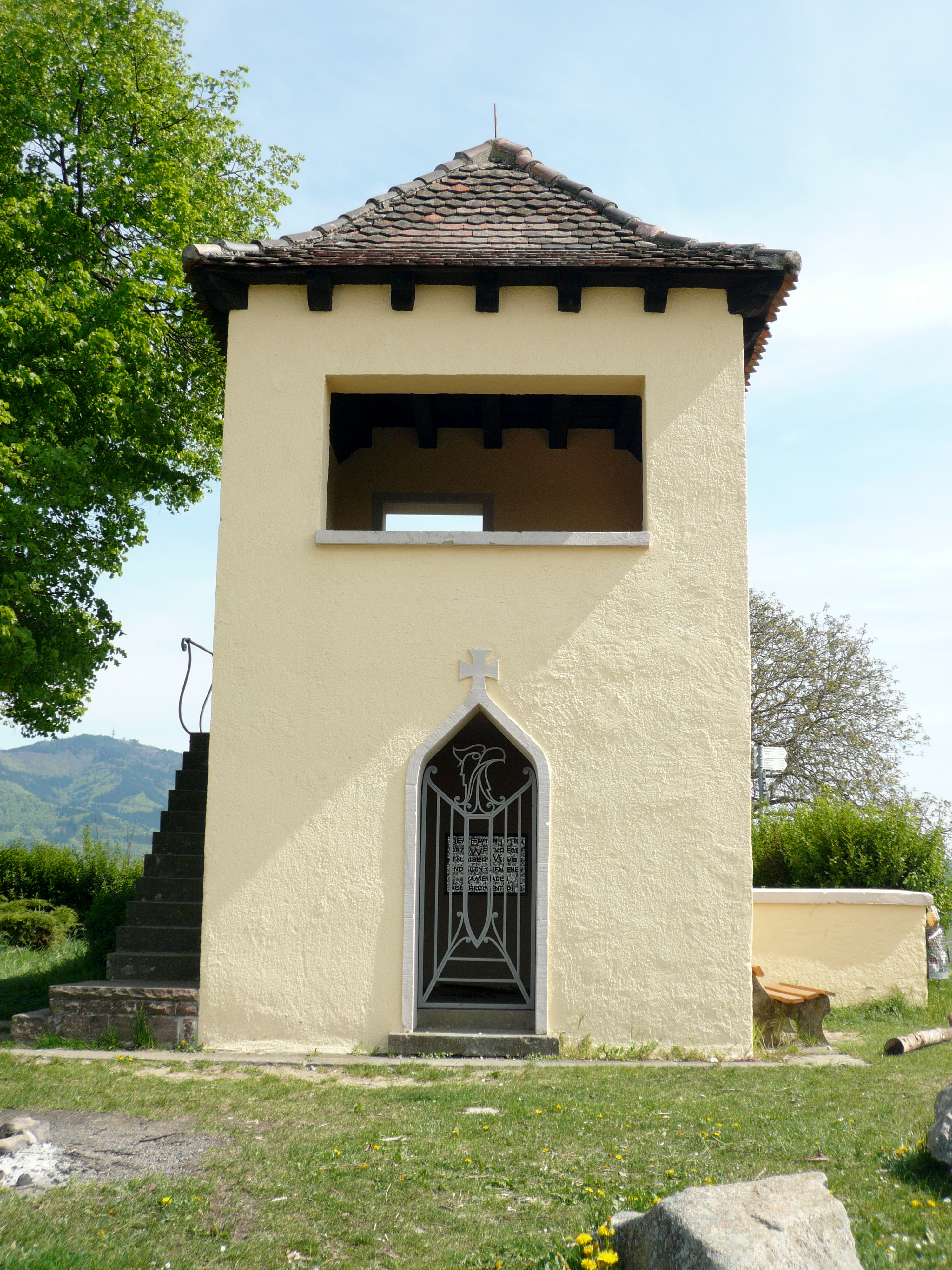
Turm mit Denkmal auf dem Luginsland
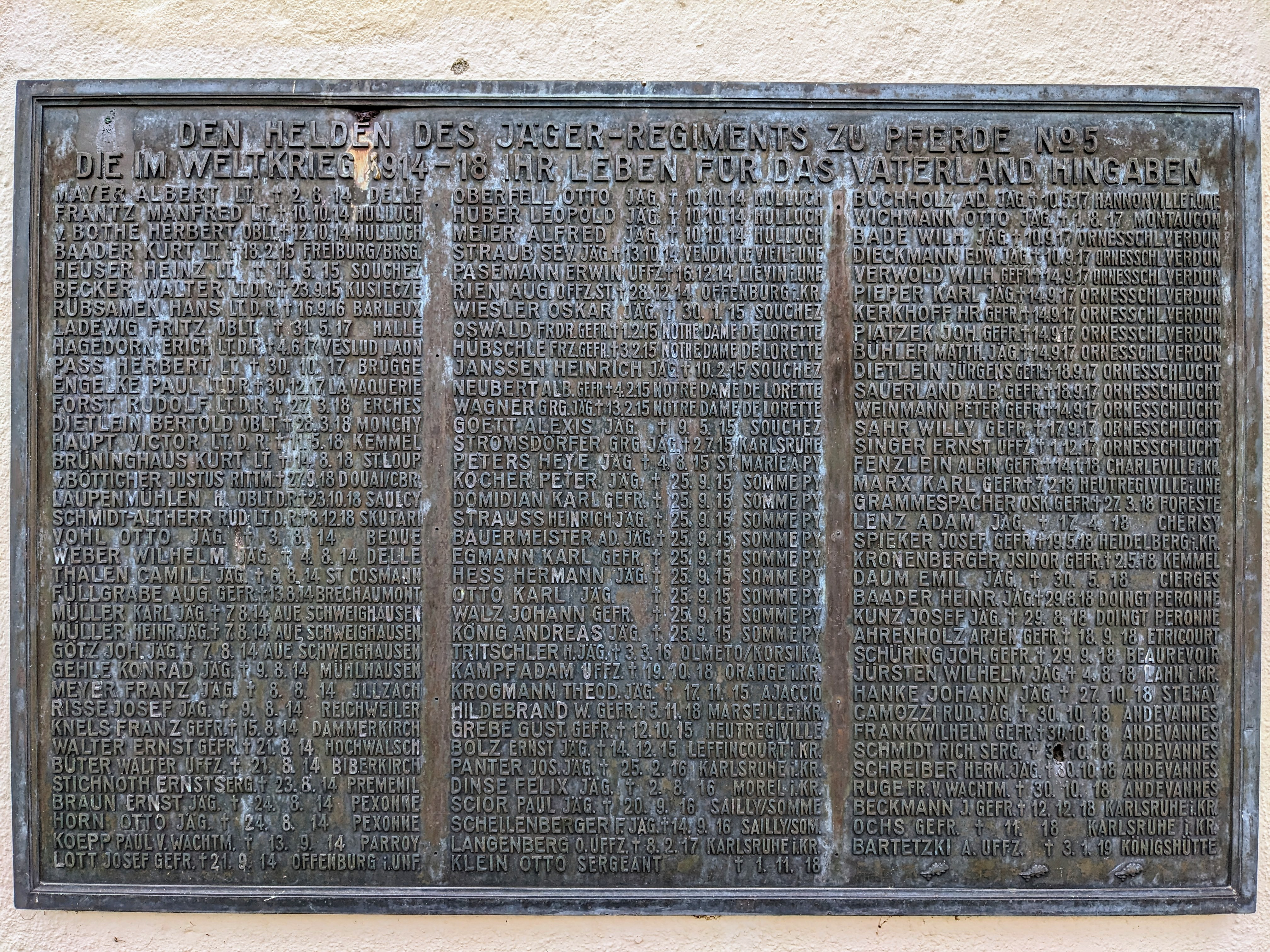
Ehrentafel für die Gefallenen des Jäger-Regiments zu Pferde Nr. 5 im Ersten Weltkrieg
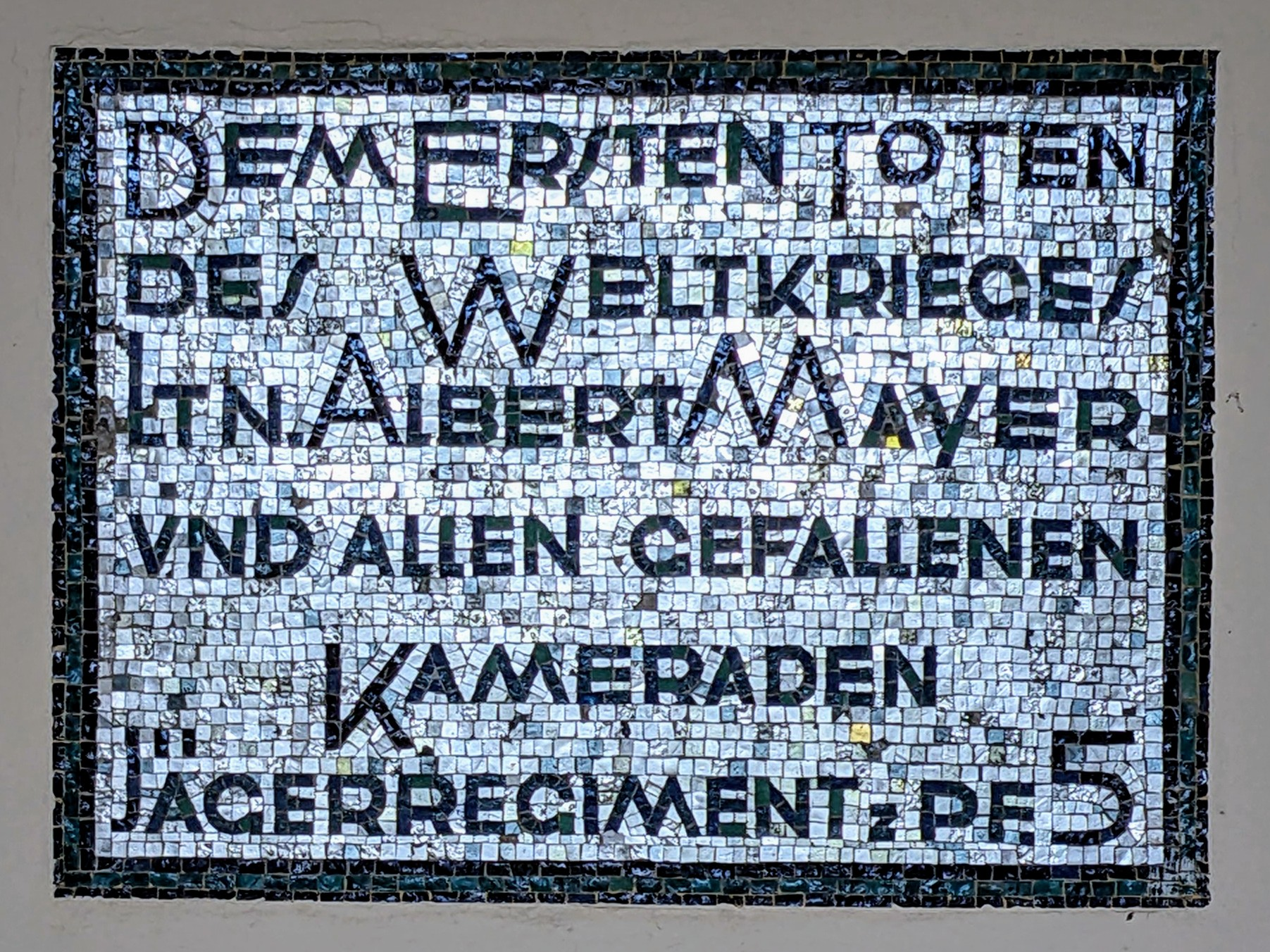
Erinnerungstafel für Albert Mayer im Aussichtsturm auf dem Luginsland